# ねことうふ
ねことうふ（12月20日 - ）は、日本の漫画家、同人作家。男性。和歌山県出身。東京都練馬区在住。血液型はO型。智辯学園和歌山中学校・高等学校卒業、大阪大学基礎工学部中退。

## 来歴
2004年より、サークル「GRINP」として活動を開始。関東を中心に主にアニメ・ゲームジャンルの二次創作を行っている。
商業誌では『ゆとりぐらし』が『まんがタイムきららキャラット』（芳文社）2007年12月号から2008年4月号まで連載。『つかえて!コハル』が『まんがタイムきららMAX』（芳文社）2009年7月号から2011年1月号まで連載。『魔法少女リリカルなのはViVid』のパロディ漫画『魔法少女リリカルなのはViVid LIFE』が2011年に『コンプティーク』（KADOKAWA）で連載を開始し、『コンプエース』（KADOKAWA）の移籍を経て、2016年まで連載していた。
2017年2月より、自身のpixivで『お兄ちゃんはおしまい!』の執筆を開始。2017年5月には同人誌の発行を開始。2018年6月には一迅社から単行本が発売開始。2019年4月からは『月刊ComicREX』（一迅社）で連載が開始した。2020年8月現在、pixiv、ニコニコ静画、月刊ComicREXで連載中。

## 人物
好きなものはエイヒレ。
Twitterのアイコンや著者近影に使用しているイメージキャラクターは、オオサンショウウオである。
ペンネームは本名の苗字の一部から由来しており、語感や覚えやすさ、検索のしやすさなどを加味している。

## 作品リスト

### 漫画作品
- ゆとりぐらし（『まんがタイムきららキャラット』2007年12月号 - 2008年4月号）
- つかえて!コハル（『まんがタイムきららMAX』2009年7月号 - 2011年1月号）
- 魔法少女リリカルなのはViVid LIFE（原作：都築真紀）
  - 魔法少女リリカルなのはViVid LIFE（『コンプティーク』2011年5月号 - 2013年4月号）
  - 魔法少女リリカルなのはViVid LIFE -インターミドル編-（『コンプエース』2013年6月号 - 2014年4月号）
  - 魔法少女リリカルなのはViVid LIFE -インターバル-（『コンプエース』2014年6月号 - 2016年4月号）
- お兄ちゃんはおしまい!（『月刊ComicREX』2019年6月号[16] - 連載中）
  - pixivでは2017年2月25日から、ニコニコ静画では2018年1月29日から連載開始。
- 誘惑を回避せよ！（原作：クール教信者、『小林さんちのメイドラゴン 公式アンソロジー All Stars!』2巻、2025年[18]） - 『小林さんちのメイドラゴン』のアンソロジー寄稿作品。

### 書籍
- 『つかえて!コハル』、芳文社〈まんがタイムKRコミックス〉2011年、全1巻
  - （新装版）2020年、全1巻、電子書籍
- 『魔法少女リリカルなのはViVid LIFE』、KADOKAWA〈角川コミックス・エース〉2012年 - 2016年、全4巻
- 『お兄ちゃんはおしまい!』
  - （同人誌）2017年 - 、既刊29巻・特別編3巻
  - （商業版）一迅社〈IDコミックス〉2018年[15] - 刊行中、既刊10巻（2025年7月26日現在）